# Hands All Over
Hands All Over é o terceiro álbum de estúdio da banda norte-americana Maroon 5, lançado em 21 de setembro de 2010 nos Estados Unidos por A&M/Octone Records e produzido pelo lendário produtor Robert John "Mutt" Lange. Seu primeiro single foi "Misery", seguido por "Give a Little More". Em 12 de julho de 2011, a banda relançou o álbum para incluir seu verão hit "Moves Like Jagger".
O álbum estreou na segunda posição da Billboard 200, com a venda de 142 mil cópias em sua primeira semana, das quais 62 mil foram digitais.

## Desenvolvimento
Maroon 5 começou a compor as canções para Hands All Over depois de encerrar a turnê mundial de 2007 para divulgar o álbum It Won't Be Soon Before Long. Alguns meses depois, Robert John "Mutt" Lange entrou em contato com a banda, expressando o interesse de produzir o disco. Em uma press release postada na página oficial da banda, Hands All Over foi descrito como "um híbrido de rock, pop, funk e R&B".
Numa entrevista para a Rolling Stone, eles revelaram que haviam passado dois meses compondo e gravando as canções com o produtor em seu estúdio na Suíça.

## Singles
- "Misery" foi lançado em 21 de junho de 2010 sendo o primeiro single do álbum. O vídeo da música para o single foi dirigido por Joseph Kahn.[6] A canção alcançou # 14 no Hot 100 da Billboard.

- "Give a Little More" foi lançado em 17 de agosto de 2010 sendo então o segundo single do álbum. O vídeo foi dirigido por Paul Hunter.[7]

- "Never Gonna Leave This Bed" foi lançado em 12 de fevereiro de 2011 sendo o terceiro single do álbum. O vídeo da música foi filmado em 12 de janeiro de 2011.[8] O vídeo estreou em 4 de fevereiro de 2011.[9] A banda tocou a música no The Tonight Show with Jay Leno em 17 de janeiro de 2011.[10] A canção estreou em # 35 na Billboard Hot e Pop Songs Adulto e na # 55 na Billboard Hot 100.[11]

- "Moves Like Jagger" foi lançado em 21 de junho de 2011, sendo o primeiro single do álbum relançado. A canção estreou no número 8 no Hot 100, os primeiros 10 Top para Maroon 5 e Christina Aguilera desde 2007, uma vez que "Keeps Gettin 'Better" e "Makes Me Wonder", foram seus últimos TOP 10. A música tornou-se um grande HIT no mundo inteiro e ocupou a posição número 1 da Billboard HOT 100 por 4 semanas.[12]

## Faixas
| Edição padrão 2010 |                              |                                           |         |  |
| N.º                | Título                       | Compositor(es)                            | Duração |  |
| 1.                 | "Misery"                     | Adam Levine, Jesse Carmichael, Sam Farrar | 3:36    |  |
| 2.                 | "Give a Little More"         | Levine, Carmichael, James Valentine       | 3:00    |  |
| 3.                 | "Stutter"                    | Levine, Farrar, Matt Flynn                | 3:16    |  |
| 4.                 | "Don't Know Nothing"         | Levine, Farrar                            | 3:19    |  |
| 5.                 | "Never Gonna Leave This Bed" | Levine                                    | 3:16    |  |
| 6.                 | "I Can't Lie"                | Levine, Farrar                            | 3:31    |  |
| 7.                 | "Hands All Over"             | Levine, Farrar, Carmichael                | 3:12    |  |
| 8.                 | "How"                        | Levine, Carmichael, Farrar, Shawn Tellez  | 3:36    |  |
| 9.                 | "Get Back in My Life"        | Levine, Carmichael, Valentine             | 3:37    |  |
| 10.                | "Just a Feeling"             | Levine, Carmichael                        | 3:46    |  |
| 11.                | "Runaway"                    | Levine, Farrar, Noah Passovoy             | 3:01    |  |
| 12.                | "Out of Goodbyes"            | Levine, Carmichael, Valentine             | 3:16    |  |

| Relançamento 2011 |                                                   |                                        |         |  |
| N.º               | Título                                            | Compositor(es)                         | Duração |  |
| 13.               | "Moves Like Jagger" (com Christina Aguilera)      | Adam Levine, Benjamin Levin, Shellback | 3:21    |  |
| 14.               | "Crazy Little Thing Called Love" (UK bonus track) | Freddie Mercury                        | 3:13    |  |

| Faixa bônus internacional |                                                                              |                 |         |  |
| N.º                       | Título                                                                       | Compositor(es)  | Duração |  |
| 13.                       | "Crazy Little Thing Called Love" (Freddie Mercury) - 3:14" (versão acústica) | Freddie Mercury | 3:13    |  |

| Faixas bônus da Edição Deluxe |                                                |                                                 |         |  |
| N.º                           | Título                                         | Compositor(es)                                  | Duração |  |
| 13.                           | "Last Chance"                                  | Adam Levine, Sam Farrar                         | 3:10    |  |
| 14.                           | "No Curtain Call"                              | Levine, Jesse Carmichael, Harmony David Samuels | 3:44    |  |
| 15.                           | "Never Gonna Leave This Bed" (versão acústica) |                                                 | 3:22    |  |
| 16.                           | "Misery" (versão acústica)                     |                                                 | 3:46    |  |
| 17.                           | "If I Ain't Got You" (ao vivo)                 |                                                 | 4:00    |  |
| 18.                           | "The Air That I Breathe"                       | Levine, James Valentine, Tommy King             | 4:17    |  |
| 19.                           | "Last Chance" (ao vivo)                        |                                                 | 3:12    |  |

| Faixas bônus da edição japonesa |                                                    |         |  |
| N.º                             | Título                                             | Duração |  |
| 13.                             | "Last Chance"                                      | 3:10    |  |
| 14.                             | "No Curtain Call"                                  | 3:44    |  |
| 15.                             | "Never Gonna Leave This Bed" (versão acústica)     | 3:22    |  |
| 16.                             | "Misery" (versão acústica)                         | 3:46    |  |
| 17.                             | "If I Ain't Got You" (ao vivo)                     | 4:00    |  |
| 18.                             | "Crazy Little Thing Called Love" (versão acústica) | 3:13    |  |
| 19.                             | "Wake Up Call" (ao vivo)                           | 4:04    |  |

## Histórico de lançamento
| País           | Data                   | Formato                 | Editora discográfica                 |
| -------------- | ---------------------- | ----------------------- | ------------------------------------ |
| Japão          | 15 de setembro de 2010 | CD, Download digital    | Universal International              |
| Alemanha       | 17 de setembro de 2010 | CD, Download digital    | A&M/Octone                           |
| Áustria        | 17 de setembro de 2010 | CD, Download digital    | A&M/Octone                           |
| Suíça          | 17 de setembro de 2010 | CD, Download digital    | A&M/Octone                           |
| Austrália      | 17 de setembro de 2010 | CD, Download digital    | A&M/Octone                           |
| Reino Unido    | 20 de setembro de 2010 | CD, Download digital    | Polydor Records                      |
| França         | 20 de setembro de 2010 | CD, Download digital    | Polydor Records                      |
| Estados Unidos | 21 de setembro de 2010 | CD, Download digital    | A&M/Octone                           |
| Brasil         | 21 de setembro de 2010 | CD, Download digital    | Universal Music                      |
| Índia          | 1 de outubro de 2010   | CD                      | Universal Music                      |
| Estados Unidos | 1 de agosto de 2011    | Universal International | CD, Download digital (Re-lançamento) |
| Alemanha       | 29 de agosto de 2011   | A&M/Octone              | CD, Download digital (Re-lançamento) |
| Reino Unido    | 5 de setembro de 2011  | Polydor Records         | CD, Download digital (Re-lançamento) |